# Pawtucket
Pawtucket és una població dels Estats Units a l'estat de Rhode Island. Segons el cens de l'1 de juliol del 2008, tenia 71.765 habitants.

## Demografia
Segons el cens del 2000, Pawtucket tenia 72.958 habitants, 30.047 habitatges, i 18.508 famílies. La densitat de població era de 3.223 hab./km².
Dels 30.047 habitatges en un 30,5% hi vivien nens de menys de 18 anys, en un 39,7% hi vivien parelles casades, en un 16,8% dones solteres, i en un 38,4% no eren unitats familiars. En el 32,3% dels habitatges hi vivien persones soles el 12,5% de les quals corresponia a persones de 65 anys o més que vivien soles. El nombre mitjà de persones vivint en cada habitatge era de 2,41 i el nombre mitjà de persones que vivien en cada família era de 3,07.
Per edats la població es repartia de la següent manera: un 24,9% tenia menys de 18 anys, un 9,1% entre 18 i 24, un 31,3% entre 25 i 44, un 19,9% de 45 a 60 i un 14,8% 65 anys o més.
L'edat mitjana era de 35 anys. Per cada 100 dones de 18 o més anys hi havia 85,9 homes.
La renda mitjana per habitatge era de 31.775$ i la renda mitjana per família de 39.038$. Els homes tenien una renda mitjana de 31.129$ mentre que les dones 23.391$. La renda per capita de la població era de 17.008$. Aproximadament el 14,9% de les famílies i el 16,8% de la població estaven per davall del llindar de pobresa.

## Poblacions més properes
El següent diagrama mostra les poblacions més properes.